# 貓又小粥
貓又小粥（日语：／ Nekomata Okayu）是日本的虛擬YouTuber。所屬事務所為hololive，並於2019年4月1日正式出道。

## 人物設定
- 角色設計者為神岡ちろる（Twitter ID：@kami_shun0505）[3]
- Live2D設計者為rariemonn（Twitter ID：@rariemonn765）[4]
- 3D設計者為おんだ（Twitter ID：@On_da_nac2）[5]
- 使用第一人自稱是「ぼく」。

## 經歷
2019年
- 3月24日，在Twitter創立帳號。
- 3月25日，在YouTube設立頻道。
- 4月1日，正式出道[6]。
- 8月28日，在株式会社PANORA舉辦的「会える！ 話せる！ VTuberおしゃべりフェス 2019夏＠東京」出場[7]。
- 10月4日，3D模型發布[8]。
- 10月5日，在「VTUBERLAND2019 hololiveWEEK ～清楚さいきょうらんど～ ホールイベント第2部」出場[9]。
- 11月2日，達成YouTube頻道10萬人訂閱
- 12月29日，於株式会社アップランド （页面存档备份，存于）舉辦的「V-RIZIN2019」出場[10]。

2020年
- 1月1日，正月服裝公布。
- 1月24日，在豐洲PIT舉辦的hololive 1st fes.『ノンストップ・ストーリー』出場。[11]
- 6月12日，2D新服裝發布[12]。

2021年
- 4月17日，達成YouTube頻道100萬人訂閱[13][14]。

2025年
- 5月15日，達成YouTube頻道200萬人訂閱[15][16]

## 參與活動
遊戲
- 《Okayu喵〜姆！》擔任主角（2025年）[17]

## 音樂作品

### 参加作品
| 名稱              | 收錄     | 發售日期      | 參與歌手              | 備註 |
| ----------------- | -------- | ------------- | --------------------- | ---- |
| Shiny Smily Story | 同名單曲 | 2019年9月16日 | hololive IDOL PROJECT |      |

## 外部連結
- 貓又小粥在hololive的官方主頁 （页面存档备份，存于）
- YouTube上的Okayu Ch. 猫又おかゆ頻道
- 貓又小粥的X（前Twitter）
- 貓又小粥 （页面存档备份，存于） - Marshmallow
- 猫又小粥Official的哔哩哔哩个人空间